# Gregor - La profezia del sangue
Gregor – La profezia del sangue è un romanzo fantasy scritto da Suzanne Collins. È il terzo libro delle Cronache del Sottomondo, ed è stato pubblicato per la prima volta da Scholastic nel 2005. Il romanzo è ambientato un paio di mesi dopo gli eventi del libro precedente, nello stesso mondo sotterraneo conosciuto come Sottomondo. Il giovane protagonista, Gregor, viene reclutato nuovamente dagli abitanti del Sottomondo, questa volta per aiutare a trovare la cura per un'epidemia che si diffonde molto rapidamente.